# Thomas Münzel
Thomas Münzel (* 1955 in Baden-Baden) ist ein deutscher Mediziner. Er ist Professor für Kardiologie und Angiologie und war bis September 2023 Ärztlicher Direktor des Zentrums für Kardiologie der Universitätsmedizin der Johannes Gutenberg-Universität Mainz. Seit September 2023 ist er dort Senior-Professor  mit Forschungsschwerpunkt auf Untersuchungen zum Thema "Kombinierte Effekte verschiedener Umweltstressoren wie Lärm und Feinstaub auf die kardiovaskuläre Gesundheit". 
Münzel ist Initiator der Gutenberg-Gesundheitsstudie sowie der Stiftung Mainzer Herz. 

## Leben und Wirken
Thomas Münzel studierte nach einer Ausbildung zum Krankenpfleger und mehrjähriger Tätigkeit in diesem Beruf von 1979 bis 1985 Medizin an der Universität Freiburg. 1985 promovierte er in Freiburg. Im Rahmen eines Stipendiums der Deutschen Gesellschaft für Kardiologie (DGK) arbeitete er von 1985 bis 1987 am Institut für angewandte Physiologie (E. Bassenge) der Universität Freiburg, dann weiter von 1988 bis 1993 als Wissenschaftlicher Assistent. Mit einem Habilitationsstipendium der Deutschen Forschungsgemeinschaft (DFG) ging er von 1993 bis 1995 in die Abteilung für Kardiologie bei D.G. Harrison der Emory University in Atlanta, USA. 1995 habilitierte er sich an der Universität Freiburg und ging von 1995 bis 2004 in die Abteilung für Medizin III, Kardiologie, des Universitätsklinikums Hamburg-Eppendorf. Dort war er zunächst als Oberarzt, ab 2003 dann als Professor für Innere Medizin tätig. 2004 erhielt Münzel einen Ruf auf den Lehrstuhl für Innere Medizin an der Universitätsmedizin Mainz und wurde Direktor der 2. Medizinischen Klinik und Poliklinik für Kardiologie, Angiologie und internistische Intensivmedizin. Münzel ist Mitglied des Vorstands der Stiftung Mainzer Herz und Mitinitiator der Gutenberg-Herz-Studie und war 2010  wissenschaftlicher Direktor des neu gegründeten Centrums für Thrombose und Hämostase (CTH) an der Universitätsmedizin Mainz. Seit 2009 ist Thomas Münzel für den Zertifizierungsprozess der Deutschen Chest Pain Units (CPU) verantwortlich. Mit Stand März 2014 wurden knapp 200 CPUs zertifiziert.
Klinisch liegt sein Schwerpunkt in der Diagnostik und Therapie und insbesondere in der interventionellen Behandlung der stabilen koronaren Herzerkrankung und des akuten Herzinfarktes. Weitere Schwerpunkte sind die Diagnostik und Therapie der Herzinsuffizienz; Behandlung von Bluthochdruck sowie die Antikoagulation von Patienten mit Vorhofflimmern.

## Forschung
In seiner wissenschaftlichen Arbeit beschäftigt sich Thomas Münzel vor allem mit den Ursachen der Atherosklerose und den Mechanismen, weshalb sich der Körper bei chronischer Gabe rasch an die organischen Nitrate gewöhnt (Thema Nitrattoleranz). Eine Vielzahl kardiovaskulärer Erkrankungen ist mit einer erhöhten Produktion reaktiver Sauerstoffspezies (z. B. Superoxidradikal) assoziiert, die sowohl kausal als auch indirekt/sekundär an der Pathogenese der Erkrankung beteiligt sind. So konnte für die Hypertonie, Hyperlipidämie, das Rauchen und den Diabetes mellitus erhöhter vaskulärer oxidativer Stress in Verbindung mit einer Verschlechterung der Endothelfunktion nachgewiesen werden.
Neuester wissenschaftlicher Schwerpunkt ist die so genannte Lärmwirkungsforschung, d. h. die Erforschung der Auswirkungen von insbesondere Fluglärm auf die Endothelfunktion, einem klinisch wichtigen Parameter der Frühstadien der Atherosklerose anzeigen kann und, noch viel wichtiger, prognostische Bedeutung hat.  Die wichtigste Originalarbeit hierzu wurde im European Heart Journal 2013 publiziert (Schmidt et al. 2013: European Heart Journal doi:10.1093/eurheartj/eht269)
Leicht zugängliche Übersichten zu diesen Themen bieten die englischsprachigen Arbeiten (Endothelfunktion: Münzel Annals of Med 2007; Nitrattoleranz: Münzel Circulation 2011; Nitrattoleranz: Münzel European Heart Journal 2013).

## Auszeichnungen
- 1990 Nitrolingual-Preis, Pohl Boskamp
- 1992 Paul-Martini-Preis der Medizinisch Pharmazeutischen Studiengesellschaft in Wiesbaden
- 1995 Paul-Martini-Preis der Medizinisch Pharmazeutischen Studiengesellschaft in Wiesbaden
- 1998 Fraenkel-Preis der Deutschen Gesellschaft für Kardiologie
- 2003 Arthur-Weber-Preis der Deutschen Gesellschaft für Kardiologie
- 2014 Verdienstorden des Landes Rheinland-Pfalz
- 2015 Mainzer Pfennig